# Schlacht um Tinian

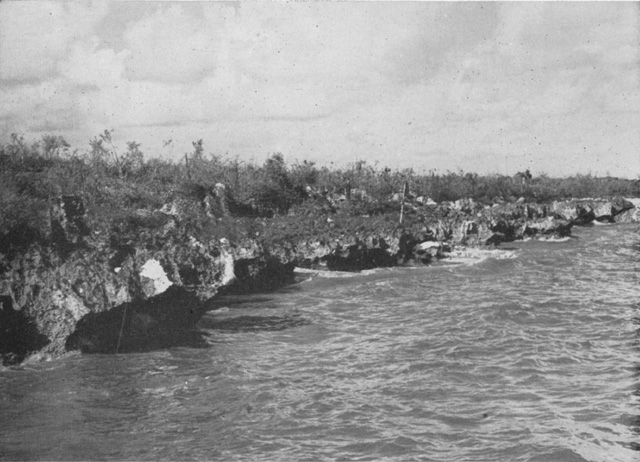
Die Korallenriffkante an der Küste Tinians erschwerte die Landung

Die Schlacht um Tinian (Codename Operation Forager, Phase III) war eine amerikanische Landungsoperation im Rahmen der Eroberung der Marianen-Inseln während des Pazifikkrieges im Zweiten Weltkrieg. Am 24. Juli 1944 landeten 6000 Soldaten des 5. Amphibischen Korps mit 200 Amphibienpanzern auf der Marianen-Insel Tinian. Die Insel wurde von 8050 japanischen Soldaten verteidigt. Die amerikanischen Marineinfanteristen konnten den feindlichen Widerstand am 28. Juli endgültig brechen, und Tinian wurde ab dem 1. August als gesichert betrachtet, obwohl versprengte japanische Soldaten vereinzelt noch weiterkämpften.
Durch die Eroberung von Tinian und den anderen Marianen-Inseln wollten die US-Truppen die Transportwege von Japan zu den besetzten Gebieten der Japaner im südlichen Pazifik und in Südostasien durch Angriffe landgestützter US-Flugzeuge auf die japanischen Schiffskonvois durchschneiden. Ferner sollten Boeing-B-29-Bomber von den Marianen Luftangriffe auf Japans Städte ausführen. Beide Ziele konnten die US-Truppen nach der Eroberung der Marianen umsetzen.

## Vorgeschichte

### Japanische Lage
Die kleine Insel Tinian liegt in den nördlichen Marianen. Sie war von 1899 bis 1918 Teil der Kolonie Deutsch-Neuguinea. Tinian war 1914 während des Ersten Weltkriegs von kleineren japanischen Verbänden besetzt worden. Im Jahr 1918 erhielt Japan vom Völkerbund Tinian als Mandatsgebiet zugeteilt. Japanische Truppen bauten 1931 bei Ushi Point einen größeren Flugplatz mit vier Start- und Landebahnen, da die Insel strategische Bedeutung zur Kontrolle dieses Bereichs des Pazifiks besaß. 1940 wurden auf dem Flugfeld 22 Flugzeuge der Kaiserlich Japanischen Marineluftstreitkräfte stationiert.
Im März 1944 wurden 3.215 japanische Soldaten des 50. Infanterieregiments der 29. Infanteriedivision der 31. Armee aus der Mandschurei nach Tinian verlegt. Das 50. Regiment war eine kampferprobte Einheit. Es bestand aus drei Bataillonen zu je rund 880 Soldaten, dazu kam ein Bataillon mit zwölf 75-mm-Infanteriegeschützen, eine Panzerkompanie mit zwölf leichten Panzern vom Typ 95 Ha-Gō und eine Batterie mit leichten 47-mm-Panzerabwehrkanonen.
Das 50. Infanterieregiment und die anderen Heerestruppen standen ab März 1943 unter dem Kommando von Oberst Kiyoshi Ogata. Ogata hatte auch den Oberbefehl über die gesamte Verteidigung von Tinian. Ihm wurden im Oktober 1943 auch 714 Mann des 1. Infanteriebataillons des 135. Regiments unterstellt, das nach einer Übung auf Tinian festsaß und wegen Mangels an Transportschiffen nicht mehr zum Flottenstützpunkt Truk zurückverschifft werden konnte.
Ab dem 12. Mai 1943 waren auf der Insel auch 2.349 Marineinfanteristen der 3. Sonderstützpunkteinheit (第3特別根拠地隊, Dai-3 Tokubetsu Konkyochitai) und 950 Marinesoldaten der 56. Marinegardetruppe, die von Truk aus dorthin verlegt worden waren. Diese Soldaten unterstanden dem Befehl von Kaigun-Taisa (Kapitän zur See) Goichi Oya. Die Marinetruppen übernahmen die Verteidigung der Flugfelder, da diese zu den Einrichtungen der Marineflieger gehörten. Die japanischen Marineinfanteristen übernahmen auch sämtliche schwere Artilleriegeschütze um die Rollfelder sowie die 39 schweren Flugabwehrkanonen, die unmittelbar um die Pisten herum aufgestellt worden waren. Dazu kamen Bautrupps, flugtechnisches und Stabspersonal, sodass insgesamt rund 4.110 Soldaten verschiedener Einheiten die Flugplätze verteidigten. Auch 49 weitere Marineflugzeuge wurden eingeflogen. Es handelte sich dabei um 13 Aichi D3A, 24 Mitsubishi A6M und zwölf Mitsubishi G4M.
Vizeadmiral Kakuta Kakuji war der höchstrangige japanische Marineoffizier auf Tinian und Kommandeur der 1. Luftflotte, die 1943 aus rund 400 Flugzeugen bestand, die im pazifischen Raum auf verschiedene Inseln verteilt waren. Im Juni 1944 bestand die 1. Luftflotte nach mehreren Schlachten nur noch aus zwölf Maschinen. Admiral Kakuta hatte zwar im März 1944 sein Hauptquartier auf Tinian etabliert, übte aber keine Kommandogewalt über die Heerestruppen auf der Insel aus, und auch die Marinetruppen unterstanden nicht seinem direkten Befehl.
Im Oktober 1943 ordnete das Kabinett Tōjō an, alle japanischen Stützpunkte im Pazifischen Ozean seien in Hinsicht auf eine amerikanische Invasion zu befestigen. Oberst Obata ordnete daraufhin in seinem Feldbefehl Nr. 233 den Bau von etwa 300 Verteidigungsbunkern an. Ab dem 30. Oktober 1943 wurde auf der Insel, meist durch koreanische und chinesische Zwangsarbeiter, der Bau der Verteidigungsanlagen durchgeführt. Die erste der vorgesehenen drei Verteidigungslinien verlief entlang des Strandes, die zweite zwei Kilometer weiter im Inland, während die dritte wegen Mangels an Zement nicht gebaut werden konnte. Bis zum Beginn der amerikanischen Landungen auf Tinian waren die verschiedenen Verteidigungsbauten, vorwiegend Bunker, Panzersperren, Artilleriebatterie-Stellungen, Gräben, Einzeldeckungslöcher, Panzerfallen und MG-Nester, erst zu je 20 bis 40 Prozent vollendet. Die Verteidigungsanlagen waren gegen eine Landung bei der Stadt Tinan ausgebaut worden, da der Strand und die dortige Lücke im Korallenriff breit genug für die gleichzeitige Landung größerer Amphibienverbände war.
Strategisch besaßen die Marianen für Japan eine Schlüsselposition auf den Seerouten von Borneo und Sumatra, auf denen kriegswichtiges Erdöl nach Japan transportiert wurde. Außerdem war der Archipel für die japanische Kriegsindustrie eine Quelle für Versorgungsgüter, speziell für Leinen. Für die Japaner war es deshalb entscheidend, Tinian und die anderen Marianeninseln unter ihrer Kontrolle zu behalten, da die amerikanischen Truppen von dort aus die japanischen Verbände im südlichen Pazifik von Japan und den Rohstoffnachschub nach Japan abschneiden konnten.

### Amerikanische Lage

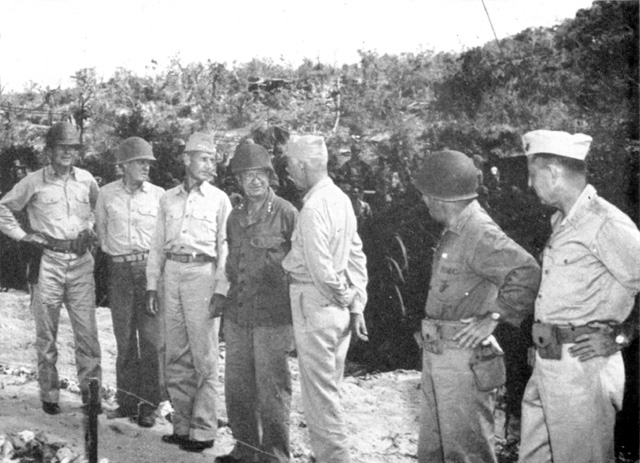
US-Kommandeure nach der Eroberung von Tinian

Gemäß den Planungen der Joint Chiefs of Staff von 1943 sollten die beiden amerikanischen Offensivverbände im Pazifik unter General Douglas MacArthur und Admiral Chester W. Nimitz mit verschiedenen Stoßrichtungen vorgehen. MacArthurs Truppen, die von Einheiten der Australian Army unterstützt wurden, sollten als erstes die japanisch besetzten Teile Neuguineas zurückerobern und ab Mai 1944 gegen die Philippinen vorstoßen. Die Truppen unter Admiral Nimitz hingegen sollten die Marianen und andere Inseln erobern. Neben seiner Flotte verfügte Nimitz über Marineinfanterie- und Armeeeinheiten, welche auf den Inseln landen und diese erobern sollten.
Das Hauptziel, das hinter der geplanten Besetzung der Marianen stand, war das Abschneiden der Nachschubwege von Japan zu den besetzten Gebieten der Japaner im südlichen Pazifik und in Südostasien. Zudem konnten landgestützte US-Flugzeuge von den Marianen aus die japanischen Schiffskonvois angreifen und Luftangriffe auf Japans Städte ausführen. Obwohl die beiden Oberbefehlshaber der US-Streitkräfte im Pazifik Nimitz und MacArthur gegen die Besetzung der Marianeninseln gestimmt hatten, bestand der Oberkommandierende, Admiral Ernest J. King, auf deren Eroberung.
Konteradmiral Harry W. Hill hatte am 5. Juli 1944 von Admiral Nimitz den Befehl erhalten, die Operation gegen Tinian zu leiten. Die Truppen, die Admiral Hill zur Landung auf Tinian zur Verfügung standen, bestanden aus Teilen des 5. Amphibischen Korps. Dabei handelte es sich unter anderem um Teile der 2. und 4. US-Marineinfanteriedivision. Diese Streitmacht bestand aus kampferprobten Soldaten, die bereits auf Guadalcanal, Tarawa und Kwajalein gekämpft hatten. Die Truppen wurden von Generalleutnant Harry Schmidt geführt und bildeten den Kern der Landungsstreitmacht. Bei der Invasion von Saipan, der nördlichen Nachbarinsel von Tinian, vom 15. Juni bis zum 9. Juli, hatte die 2. Marineinfanteriedivision unter dem Kommando von Generalmajor Thomas E. Watson und die 4. Marineinfanteriedivision unter dem Kommando von Generalmajor Clifton B. Cates sehr schwere Verluste erlitten. Die beiden Divisionen waren von einer Sollstärke von 50.000 Mann auf etwa 35.000 Soldaten dezimiert worden. Trotz der Verluste sollten Teile dieser beiden Divisionen die Landung auf Tinian durchführen. Zusätzlich wurden die Landungsverbände durch das 708. Amphibische Panzerbataillon, ein Bataillon Pioniere der United States Army und ein Seabees-Bataillon ergänzt. Zur Unterstützung der Landung waren zwei Artilleriebataillone an der Südspitze der Nachbarinsel Saipan in Stellung gegangen, um von dieser Position aus auf die feindlichen Stellungen zu feuern. Die beiden Artilleriebataillone verfügten über 168 Geschütze der Kaliber 105 mm und 155 mm.
Die United States Army Air Forces (USAAF) hatte die mit Bombern vom Typ B-25 „Mitchell“ ausgestattete 48th Bombardment Squadron auf Saipan stationiert. Dazu kamen Jagdbomber vom Typ P-47 „Thunderbolt“ der 7th Air Force und sieben P-61 „Black Widow“ für Nachteinsätze. Diese Flugzeuge sollten die Landung durch Luftangriffe unterstützen. Verschiedene Trägerflugzeuge der Task Force 58 sollten ebenfalls strategische Vorbereitungsangriffe fliegen.

## Vorbereitung

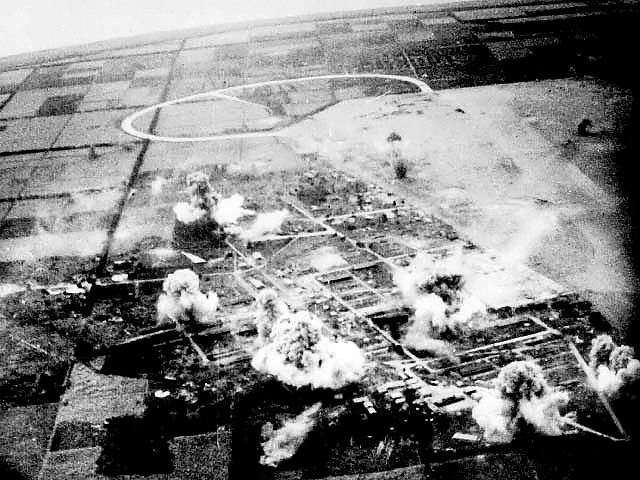
Während der Vorbereitungsangriffe durch amerikanische Trägerflugzeuge wird einer der japanischen Flugplätze getroffen

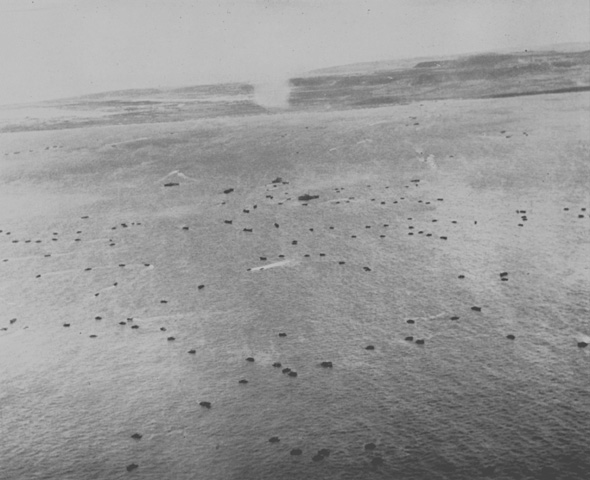
US-Schiffe und Küste Tinians am Tag vor der Landung

Anfang Juni 1944 wurden Tinian, Saipan und Guam erstmals von See aus bombardiert. Der amerikanische Plan für die Invasion der Marianen sah zur Vorbereitung ein Bombardement durch strategische 340 Bomber vom Typ B-24-„Liberator“-Bomber der 7th Air Force vor, die von den 2.000 km östlich gelegenen Stützpunkten der Marshallinseln starteten. Diese Bomber wurden durch trägergestützte F4U „Corsair“ und F6F „Hellcat“ der Flugzeugträger unterstützt, sowie durch landgestützte Maschinen, die vom Militärflugplatz Tarawa starteten. Trägerflugzeuge wurden von acht Flugzeugträgern gestartet. Es wurde die Task Group 58.4 unter dem Befehl von Konteradmiral Gerald F. Bogan mit den Trägern Essex, Langley und Princeton und Task Group 52.14 unter dem Befehl von Konteradmiral Harold B. Sallada mit den Trägern Midway, Nehenta Bay, Gambier Bay, Kitkun Bay und White Plains eingesetzt. Nach dem Erringen der Luftüberlegenheit sollten diese Luftangriffe eingestellt und die Vorbereitung durch Schiffsartilleriefeuer fortgesetzt werden. Neben den acht Flugzeugträgern stellte die Marine 27 Kampfschiffe bereit. Unter den Kriegsschiffen befanden sich 16 Zerstörer, sechs Schlachtschiffe, drei Schwere Kreuzer und drei Leichte Kreuzer. Es handelte sich um die Schlachtschiffe Colorado, Pennsylvania, Massachusetts, New Mexico, South Dakota und New Jersey. Die Schweren Kreuzer Indianapolis, Louisville und New Orleans, ferner die Leichten Kreuzer Cleveland, Montpelier und Birmingham. Diese Kampfschiffe feuerten insgesamt 100.000 Granaten auf Tinian, wodurch unter anderem Strandbunkeranlagen zerstört wurden. Die japanischen Verluste betrugen insgesamt 321 Mann. Die etwa 100 km² große Insel konnte von See und aus der Luft nahezu vollständig eingesehen werden. Die Insel wurde über 43 Tage lang von den amerikanischen Kriegsschiffen und den Flugzeugen der 7th Air Force angegriffen. Die Aufklärung der USAAF ermöglichte es der amerikanischen Flotte vor der Insel, nicht nur sämtliche erkannte Stellungen des Gegners zu bombardieren, sondern auch Geländeabschnitte, die verdächtig oder taktisch entscheidend erschienen, systematisch zu beschießen. Etwa 60 Jagdbomber warfen im Laufe der Vorbereitungsangriffe auch Napalmbomben ab.
Als amerikanische Truppen nach der Schlacht um Saipan Anfang Juli 1944 die südwestlich gelegene, rund 8 km entfernte, Nachbarinsel Aguijan besetzt hatten und sowohl die Seewege als auch den Luftraum um Tinian kontrollierten, war die japanische Garnison auf der Insel faktisch eingeschlossen. Die 107 auf Tinian stationierten japanischen Marineflugzeuge waren bereits am 19. Juni 1944, kurz vor der Schlacht in der Philippinensee, bei Vorbereitungsangriffen der USAAF abgeschossen worden.

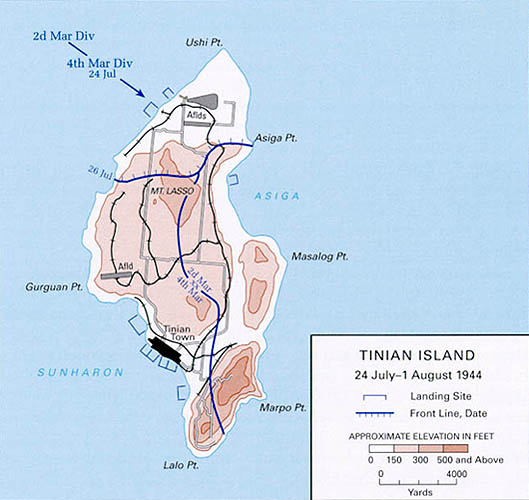
Karte der Landungsoperation

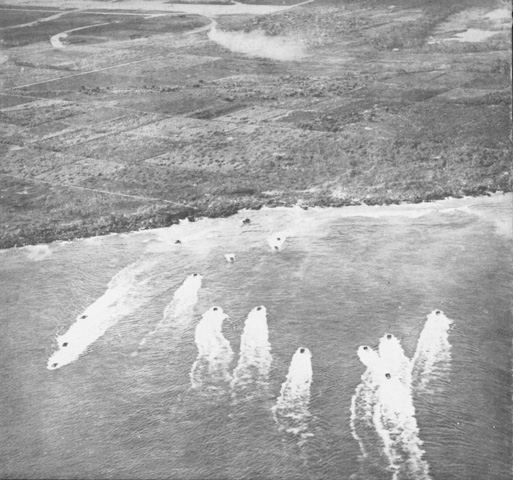
Erste Welle der LVT’s verlässt den Landungsstrand White Beach I wieder, während die zweite Landungswelle herankommt

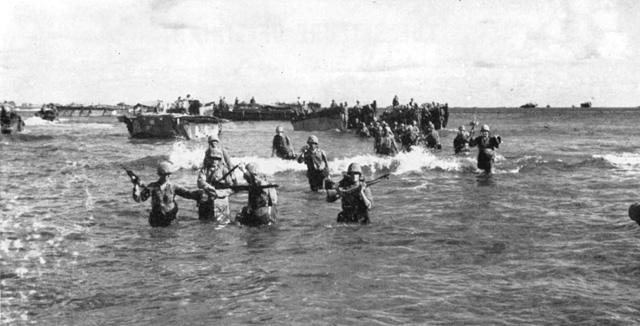
US-Marines haben die Amtracs verlassen und waten an Land um die Korallenriffkante zu überwinden

Die Planungen zur Landung auf der Insel konzentrierten sich auf zwei Optionen: Die Landung nahe der Stadt Tinian, die nach Plan von Truppen der 2. Marineinfanteriedivision durchgeführt werden sollte, oder die Landung bei den White Beaches, den kleineren Stränden an der Nordseite der Insel, die nach amerikanischer Aufklärungsflügen nicht sehr stark für eine Verteidigung vorbereitet waren.
Die Landung bei der Stadt Tinian im Südwesten der Insel, am Hafen von Suharon, bot den Vorteil, dass der Strand und die dortige Lücke im Korallenriff um die Insel breit genug für das gleichzeitige Eintreffen größerer Amphibienverbände waren, aber das war auch für die Verteidiger offensichtlich. Die amerikanische Aufklärung bestätigte dann auch vorbereitete Stellungen und Bautätigkeit japanischer Truppen in diesem Bereich.
Die White Beaches im Norden der Insel waren für eine Landung weniger geeignet. Hier bestand die Gefahr, Landungsfahrzeuge und Amphibienpanzer durch Unfälle an Korallenriffen im Wasser zu verlieren. Zudem gab es direkt am Strand abgestorbene Korallenriffe, die von Amtracs und Panzern nicht überfahren werden konnten. Zwei entscheidende Vorteile sprachen für dieses Unternehmen. Die amerikanischen Artilleriegeschütze auf Saipan konnten den Landungstruppen Feuerschutz geben und zum anderen rechneten die Japaner nicht mit einer Landung in diesem Bereich und ihre dortige Verteidigung war dementsprechend deutlich schwächer ausgelegt, wie Bilder der amerikanischen Aufklärungsflugzeuge zeigten. Bei einem Treffen der Kommandeure der Operation unter Leitung von Admiral Raymond Spruance fiel dann letztlich die Entscheidung für eine Landung bei den White Beaches. Die beiden Landungs-Küstenabschnitte wurden in White Beach I und White Beach II benannt.
Am 23. Juli, dem Tag vor der vorgesehenen Landung, wurde der Bereich um die Stadt Tinian nochmals schwer von den Kriegsschiffen vor der Insel beschossen. Etwa 3.000 Granaten, bis hin zu 380-mm-Kalibern, zerstörten die Stadt vollständig und erweckten so weiterhin den Eindruck, dass hier der Hauptangriff stattfinden würde. Oberst Ogata konzentrierte an diesem Tag nahezu alle verfügbaren Geschütze sowie den Großteil der japanischen Truppen in der Nähe der Stadt. Ogata hatte seine Soldaten rund um die Stadt zahlreiche befestigte und getarnte Stellungen anlegen lassen. Ogata hatte aber auch verschiedene Pläne für mögliche US-Landungen im Südwesten und im Nordwesten der Insel erarbeitet. Der Strand White Beach II war von ihm als möglicher Landungsort erkannt worden und er hatte ihn mit hunderten Minen und durch eine kleinere Infanterieeinheit des 50. Regiments sichern lassen. Ogata selbst hielt sich in seinem Kommandostand am 171 Meter hohen Berg Lasso auf, der höchsten Erhebung auf Tinian. Eine japanische Einheit, das 1. Bataillon des 135. Regiments, sollte für den Fall einer Landung sofort den betreffenden Strandabschnitt angreifen und den Gegner möglichst durch einen Gyokusaiangriff (=Selbstmordangriff) überrennen, noch bevor er sich nach dem Verlassen der Landungsfahrzeuge reorganisieren konnte. Die Masse von Ogatas Truppen sollte sich aber auf die Verteidigung des Inlandes beschränken und tagsüber Widerstand leisten, während seine Truppen sich bei Dunkelheit auf andere Stellungen zurückziehen sollten. Die US-Luftwaffe und die Marineluftwaffe griffen mit mehr als 350 Flugzeugen den Tag über an. Sie bombardierten die japanischen Stellungen, griffen teilweise im Tiefflug an und warfen dabei 500 Bomben und 42 Brandbomben ab. Dazu kamen 200 Luft-Boden-Raketen, die von den F4U-Corsair-Jagdbombern gegen Bunkeranlagen oder Höhlen abgefeuert wurden. Schließlich wurden auch vom Flugplatz Isely Field auf Saipan mehrere P-47-Jagdbomber eingesetzt, die nochmals Napalmbomben auf Tinian abwarfen.

## Ablauf der Schlacht

### Landung

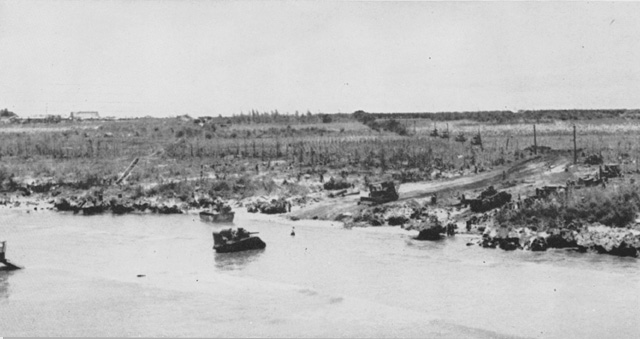
Panzer fährt auf vom Bulldozer planierte Riffkante zu – Bulldozer ist beim weiteren Planieren der Riffkante – Weiterer Panzer ist bereits an Land

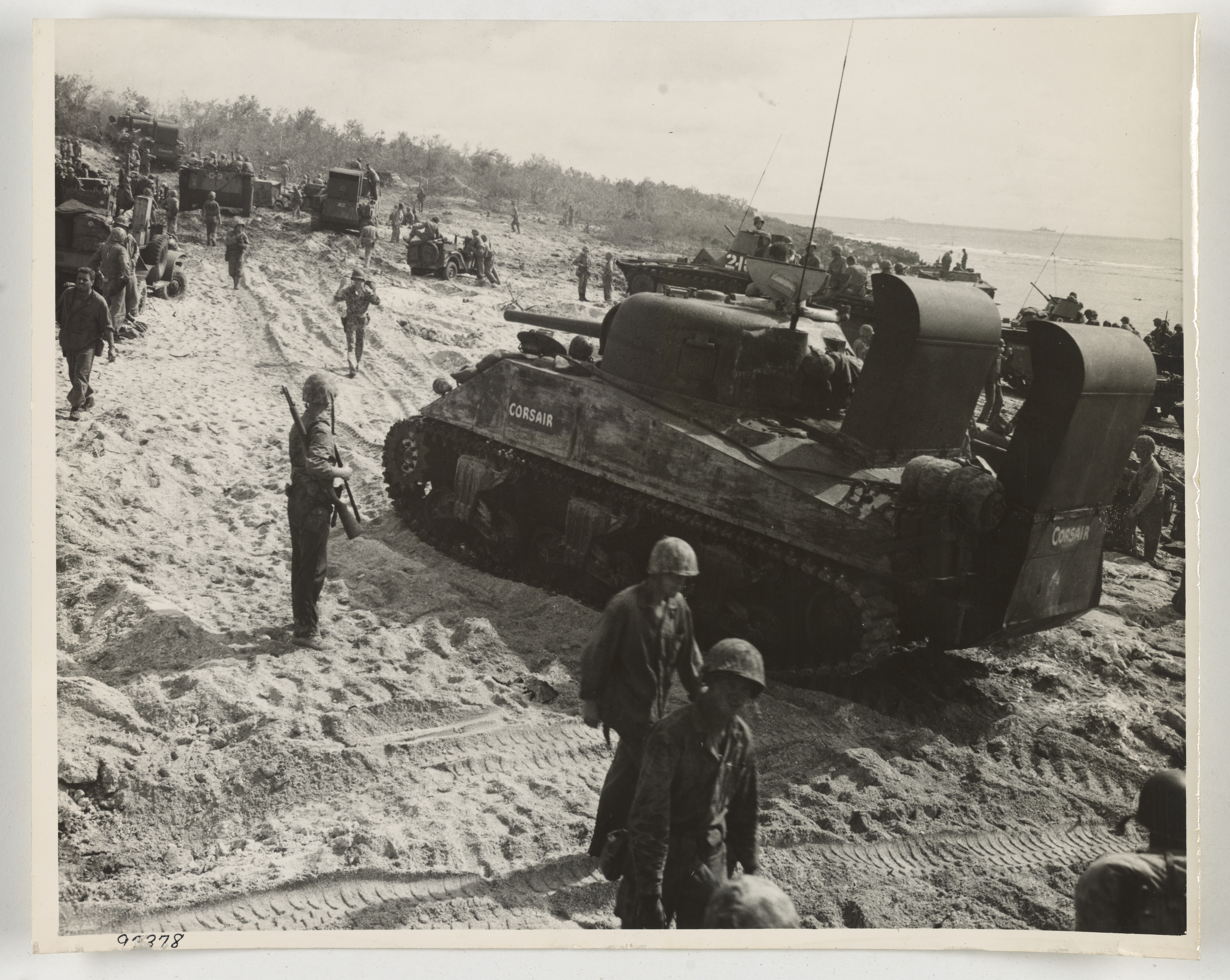
Ein amerikanischer M4-Sherman-Panzer, ausgerüstet mit Stutzen zum Ansaugen von Luft und zum Abführen von Abgasen bei der Fahrt in flachem Wasser, am Strand von Tinian

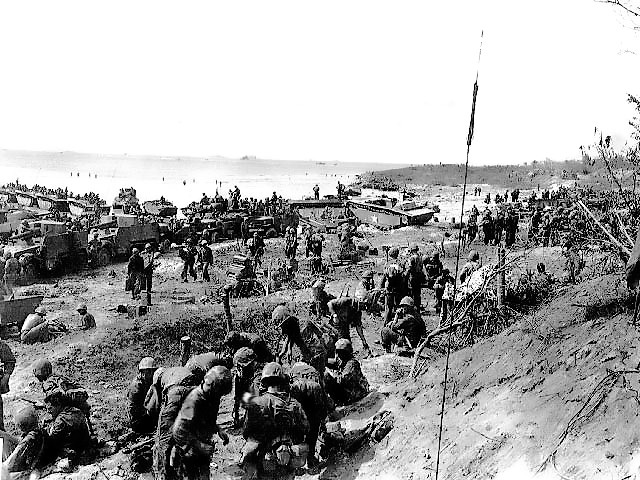
Marineinfanteristen der 2. Division, M3 Halbkettenfahrzeuge (links) und DUKW Amphibienfahrzeuge (Bildmitte) am Strand auf Tinian, am Tag der Landung

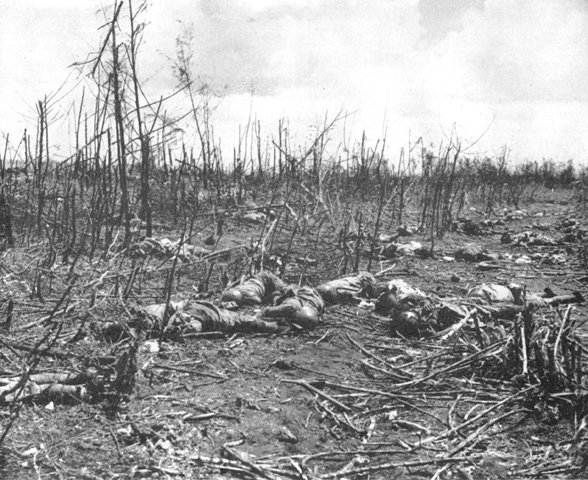
Tote japanische Soldaten, die beim Angriff in der Nacht vom 23. auf den 24. Juli fielen

Am frühen Morgen des 23. Juli 1944 nahm die Landungsflotte Kurs auf Tinian. Diese Flotte umfasste 6 Transportschiffe, 3 Liberty-Schiffe, 2 LSD, 37 LST, 31 LCI, 20 LCT, 92 LCM, 12 LSM und 70 LVT (auch Amtracs genannt). Am Nachmittag des 23. Juli ankerten die Einsatzschiffe mit den Landungseinheiten der 2. und 4. Marineinfanteriedivision, die unter dem Kommando von General Harry Schmidt standen, etwa neun Kilometer vor den beiden White Beaches von Tinian. Gegen 2:00 Uhr am 24. Juli bestiegen die Soldaten die Landungsboote und Amtracs, die Kurs auf die vorgesehenen Landungspunkte nahmen. Um 2:30 Uhr eröffneten die Schlachtschiffe und die Schweren Kreuzer für 30 Minuten das Feuer auf die Strände, wobei mehrere noch intakte Verteidigungsanlagen zerstört wurden. Unterdessen näherten sich Zerstörer der Küste, um auf ausgesuchte Ziele weiter im Inland zu feuern. Mehrere Seeminen wurden von Minensuchern entfernt. P-47-Jagdbomber, die von Isley Field auf Saipan gestartet waren, bombardierten die White Beaches mit Napalmbomben. Da eine japanische Gegenwehr im Landungsraum nicht erwartet wurde, konnten die weiter vorgesehenen Flugeinsätze der Jagdbomber abgesagt werden. Um 4:00 Uhr erreichten die 70 Amtracs, die mit etwa 5000 Soldaten der 2. und 4. Marineinfanteriedivision besetzt waren, die beiden White Beaches. Die Truppen wurden durch Einheiten des 24. Marineinfanterieregiments unterstützt, das von der Südspitze Saipans aus mit LST und DUKW-Amphibienfahrzeugen zum White Beach I gefahren worden war. Wegen der Korallenriffe rings um den Strandabschnitt gingen zwei Amtracs verloren. Die anderen Amtracs gelangten sicher bis kurz vor die Riffkante am Strand. Nun mussten die Marineinfanteristen an Land waten, da die Amtracs die Riffkante am Strand nicht überwinden konnten. Es wurde kein Zeichen von Gegenwehr gemeldet. Wenig später landete das 25. Marineinfanterieregiment am White Beach II, doch die Amphibienfahrzeuge gerieten diesmal in ein Minenfeld, wobei zwei weitere Amtracs zerstört wurden. Die Soldaten des 25. Regiments gingen an Land und gerieten unter Feuer von Infanteriewaffen. Die feindlichen Verteidigungsstellungen wurden schnell ausgemacht und im Nahkampf unter anderem durch Handgranateneinsatz zerstört. Die Einheiten des 25. Regiments hatten dabei einige wenige Ausfälle.

### Japanische Gegenangriffe
Zwei Regimenter der 2. Marineinfanteriedivision führten während der Landungsoperationen auf den White Beaches ein Täuschungsmanöver vor der Stadt Tinian aus, um die Verteidiger der Insel weiter in diesem Bereich zu binden. Oberst Ogata befahl daraufhin den noch einsatzbereiten schweren Artilleriegeschützen, die auf der Landzunge Faibus San Hilo stationiert waren, die Kriegsschiffe und die Landungsboote vor der Stadt zu beschießen. Die japanische Artillerie war bisher noch nicht eingesetzt worden, um deren Stellung nicht zu verraten. Um 6:00 Uhr begannen die japanischen Geschütze die 20 Landungsschiffe vor der Küste und die unterstützenden Kriegsschiffe aus zwei erbeuteten britischen 6-inch-Geschützen, zwölf 100-mm-Geschützen und drei 150-mm-Haubitzen zu beschießen. Das Schlachtschiff USS Colorado, das sich auf nur knapp drei Kilometer an die Küste angenähert hatte, um auf ausgesuchte Ziele im Inland zu feuern, wurde innerhalb von 15 Minuten von 22 Granaten getroffen. Die Granaten trafen in dichter Folge den Bereich der Kommandobrücke. Dabei wurden 42 Seeleute und 2 Offiziere getötet, während 198 weitere verwundet wurden. Der Zerstörer Norman Scott erhielt ebenfalls sechs Granatentreffer. Dabei wurden der Kommandant und 23 Seeleute getötet, ferner 25 Matrosen verwundet.

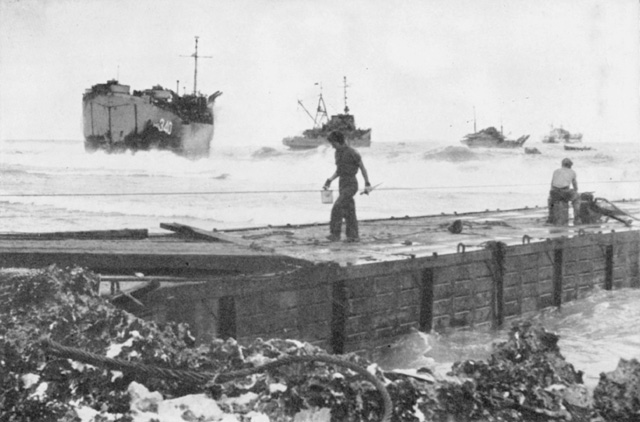
Pontonpier zur Anlandung von schweren Waffen mit auf Grund gelaufenen LVT-Schiff im Hintergrund – LVT-Schiff war nach dem Ausladen von 24 Lkw von einer plötzlichen starken Welle ins Flachwasser gedrückt worden und auf dem Seegrund aufgelaufen

Die Seabees der 4. Marineinfanteriedivision bauten währenddessen, unterstützt durch ein Pionierbataillon der Armee, verschiedene Landerampen zur Überwindung der Riffkante am Landungsstrand White Beach I. Diese Rampen erleichterten das Absetzen und Anlanden von Amphibienpanzern, Artilleriegeschützen und anderen schweren Fahrzeugen, die von drei LST bis kurz vor den Strand gebracht wurden. Ferner wurden transportable Landerampen eingesetzt und Planierraupen planierten die Korallenriffkante am Landungsstrand. An diesem Tag landeten auch rund 65 M4-Sherman-Panzer, davon 15 mit Flammenwerfern ausgerüstet, sowie mehrere M3-Halbkettenfahrzeuge. Insgesamt wurden an diesem Tag 15.614 Soldaten an Land gebracht. Nach dem Bau der Landerampen wurden zwei Pontonpiers installiert, um auch von größeren Schiffen Waffen und Gerät an Land zu bringen. Diese beiden Pontonpiers wurden in einem Sturm in der Nacht von 29. auf den 30. Juli zerstört. Ein LVT-Schiff wurde von einer Welle auf Grund gedrückt und musste später freigeschleppt werden.
Unterdessen waren mehrere Platoons der 2. Division weit ins Inland vorgerückt, ohne auf starken japanischen Widerstand zu stoßen. Erst um 12:00 Uhr griff eine Abteilung japanischer Soldaten des 50. Regiments die rechte Flanke des amerikanischen Brückenkopfes an. Diese Truppen wurden durch Maschinengewehrfeuer aufgerieben, wobei 134 Japaner und 12 US-Marineinfanteristen starben. Am Abend des 24. Juli waren die ersten amerikanischen Verbände 1,3 Kilometer in das Inland vorgestoßen und die Seabees bauten um 19:00 Uhr eine erste Verteidigungslinie auf.
Angesichts des raschen Vormarsches der amerikanischen Verbände im Norden der Insel befahl Oberst Ogata einen Gegenangriff. Die Heerestruppen des 135. Regiments, unterstützt durch zehn Ha-Go-Panzer und eine Batterie von 75-mm-Geschützen, sollten um 2:00 Uhr in der Nacht vom 24. auf den 25. Juli den geplanten Gegenangriff ausführen. Es sollte ein Nachtangriff durchgeführt werden, da Truppenbewegungen bei Tageslicht wegen Schiffsartilleriefeuer und Luftangriffen unmöglich waren. Die 714 Soldaten des 135. Regiments wurden von Hauptmann Izumi angeführt. Izumis Einheiten starteten nach mehreren Sondierungen den Angriff. Izumis Einheit stieß in dieser Nacht neun Kilometer weit gegen das Zentrum der amerikanischen Truppen vor. Sie versuchten, den feindlichen Brückenkopf an der Nahtstelle zwischen den Truppen des 24. und denen des 25. US-Marineinfanterieregiments der 2. Marineinfanteriedivision durch einen Sturmangriff einzudrücken. Der Angriff wurde durch Artillerie- und Maschinengewehrfeuer aufgehalten, wobei die japanischen Truppen fast vollständig aufgerieben wurden. Der amerikanische Artilleriebeschuss dauerte noch drei Stunden an und kostete 632 Mann des 135. Regiments das Leben. Fünf japanische Panzer wurden ebenfalls zerstört.
600 japanische Marineinfanteristen der 56. Marinegardtruppe unter dem Befehl von Kapitän zur See Goichi Oya hatten gleichzeitig die linke Flanke der amerikanischen Verteidigungslinie angegriffen. Auch dieser Angriff wurde gestoppt, wobei die japanischen Truppen 476 Soldaten verloren. Um 5:00 Uhr am 25. Juli wurde ein Angriff von sechs japanischen Panzern, die ohne Infanterie- oder Artillerieunterstützung gegen die Stellungen der US-Marineinfanteristen vorgingen, ebenfalls gestoppt. Dabei hatten zwei amerikanische 37-mm-PaK-Batterien zwei der japanischen Panzer zerstört. Weitere drei Panzer wurden von Bazookas getroffen und ebenfalls zerstört.
Die Gesamtverluste der Japaner beliefen sich nach dem Ende der Nachtangriffe auf 1.241 getötete Soldaten, während die Amerikaner 104 Mann verloren hatten. Oberst Ogata zog die restlichen Truppen des 50. Regiments in das Inland zurück. Man beschloss in einer Stabssitzung am 26. Juli, die Verteidigung von nun an nur noch auf hinhaltenden Widerstand und kleinere Gegenangriffe zu beschränken.

### Vormarsch

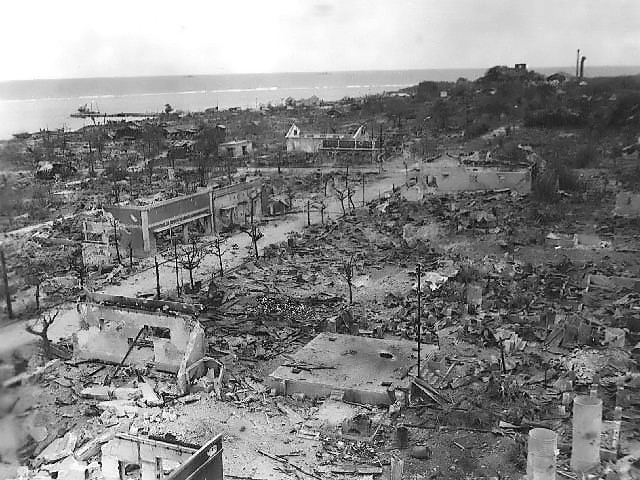
Die zerstörte Stadt Tinian nach der Besetzung durch amerikanische Truppen

Am 26. Juli begannen die Marineinfanteristen der 2. US-Division den Vormarsch in Richtung der Stadt Tinian, wobei mehrere Platoons ohne japanische Gegenwehr weit in Richtung Inland vorrückten. Am Abend des 26. Juli erreichten Einheiten des 25. Marineinfanterieregiments die Ostküste von Tinian. Am Vormittag des 28. Juli waren die ersten US-Verbände, Einheiten der 4. Marineinfanteriedivision, schon bis auf 2 Kilometer Entfernung von der Stadt Tinian vorgestoßen. Am 29. Juli um 5:00 Uhr erreichten Einheiten des 24. Marineinfanterieregiments die Stadt, ohne auf jeglichen japanischen Widerstand zu stoßen. Planmäßig begann mit dem Erreichen der ersten Stadtbezirke durch die Marineinfanteristen auch der Beschuss der Innenstadt, wo zahlreiche feindliche Stellungen vermutet wurden. Der Beschuss begann nicht wie vorgesehen um 6:00 Uhr, sondern rund 2 Stunden später. Bedingt durch die unter starkem Rauch brennenden japanischen Befestigungen vor der Stadt war die Orientierung der Artillerieeinheiten sehr erschwert. Daher wurden Zerstörer eingesetzt, die vor der Küste vor Anker lagen und die Stadt von Westen her unter starken Beschuss nahmen. Die Zerstörer feuerten an diesem Tag auch Phosphorgranaten auf die Zuckerrohrplantagen, um diese in Brand zu setzen. Durch das Abbrennen der Zuckerrohrfelder wollten die US-Truppen den japanischen Verbänden eine mögliche Deckung nehmen. Nach vier Stunden wurde der Beschuss eingestellt. Die ersten Einheiten des 24. Regiments betraten ohne bedeutenden Widerstand die Innenstadt; Sprengfallen und vereinzeltes Gewehrfeuer töteten einige US-Soldaten. Gegen 16:00 Uhr war der Stadtkern endgültig besetzt. Beim weiteren Vorgehen besetzten die Marineinfanteristen das Flugfeld Nr. 4 nahe der Stadt und gerieten dabei in einen Feuerüberfall japanischer Truppen. Etwa 400 Soldaten des 50. Regiments, unterstützt durch eine Mörserbatterie, griffen die Einheiten der 2. Marineinfanteriedivision an, doch diese Angriffe konnten durch Maschinengewehrfeuer und Flammenwerfereinsatz zerschlagen werden. Eine amerikanische Panzerkompanie griff am Nachmittag die letzten japanischen Truppen in der Umgebung des Flugfeldes an. Bei diesem Angriff wurde ein M4-Sherman-Panzer zerstört. Die US-Soldaten besetzten bis zum Tagesende rund 80 % der Insel Tinian, wobei japanische Gegenwehr ausblieb. Unbesetzt durch US-Truppen war noch der südliche Teil der Insel, ein gebirgiges, bewaldetes und schwer zugängliches Gelände. In diesem Teil Tinians hatten sich der überwiegende Teil der Verteidiger, etwa 1.200 Mann des 50. Regiments sowie 900 japanische Marineinfanteristen, auf Befehl von Oberst Ogata zurückgezogen. Diese Soldaten verschanzten sich in einem Höhlen- und Bunkersystem.
Auf Anordnung von General Schmidt wurde dieses Gebiet durch Schiffsartillerie und Flugzeuge angegriffen. Einen Tag lang wurde der südliche Teil der Insel von Kriegsschiffen mit insgesamt rund 615 Tonnen Granaten beschossen, während 65 auf Saipan stationierte Flugzeuge rund 69 Tonnen Spreng- und Brandbomben abwarfen. Auch die amerikanische Landartillerie feuerte an diesem Tag 300 Tonnen Granaten auf die vermuteten feindlichen Stellungen in den Bergen. Der folgende Infanterieangriff auf die japanischen Stellungen in den Hügeln verlief trotz der heftigen Artillerievorbereitung verlustreich. Drei amerikanische M4-Sherman-Panzer gingen durch das feindliche Feuer von 47-mm-Panzerabwehrkanonen und durch Infanterieangriffe von japanischen Soldaten mit Haftminen verloren. Die amerikanischen Truppen der 2. Marineinfanteriedivision mussten die zahlreichen Höhlen einzeln erobern, wobei sie sogenannte Korkenzieher-Teams einsetzten. Dabei handelte es sich um Kampfgruppen von je fünf Marines, die mit Flammenwerfer, Handgranaten und Sprengsätzen bewaffnet waren, die jede Höhle einzeln angreifen und ihre Eingänge mit Sprengstoff zum Einsturz bringen sollten. Japanische Truppen griffen mehrere Male die US-Einheiten an, wurden aber zurückgeworfen. Etwa 400 japanische Verteidigungsstellungen wurden am 29. und am 30. Juli erobert, wobei rund 100 US-Marineinfanteristen fielen. Trotz der schweren Verluste wurde die Moral der japanischen Truppen von Oberst Ogata zu diesem Zeitpunkt in einem Funkspruch noch als „exzellent“ bewertet. Die Kampfkraft der Einheiten nahm wegen mangelndem Nachschub und hoher Verluste aber rapide ab.
Die US-Marineinfanteristen der 2. Division wurden in der Nacht, nachdem sie mit zwei Bataillonen und einer Panzereinheit den Gipfel des höchsten Plateaus von Tinian erreicht hatten, vom letzten größeren japanischen Verband aus 600 bis 800 Soldaten des 50. Regiments um 23:00 Uhr angegriffen. Dieser Angriff wurde von den Marineinfanteristen durch schweres Artillerie- und Maschinengewehrfeuer zusammengeschossen, bevor die japanischen Truppen die amerikanischen Linien erreichen konnten. Dabei fielen etwa 680 Japaner und 20 US-Marineinfanteristen.

### Ende der Schlacht

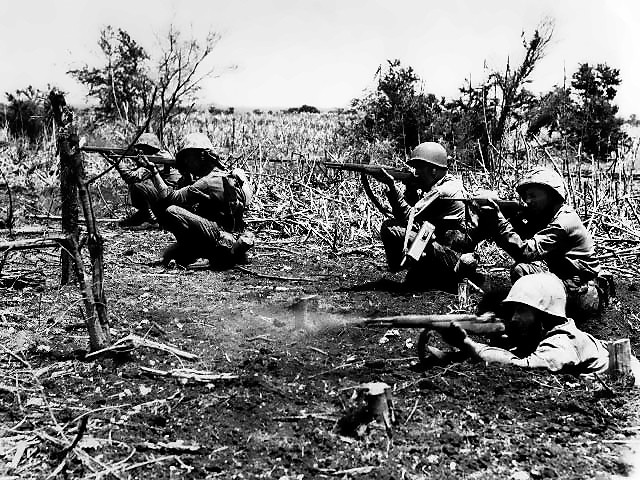
Marineinfanteristen nehmen japanische Positionen auf Tinian unter Beschuss

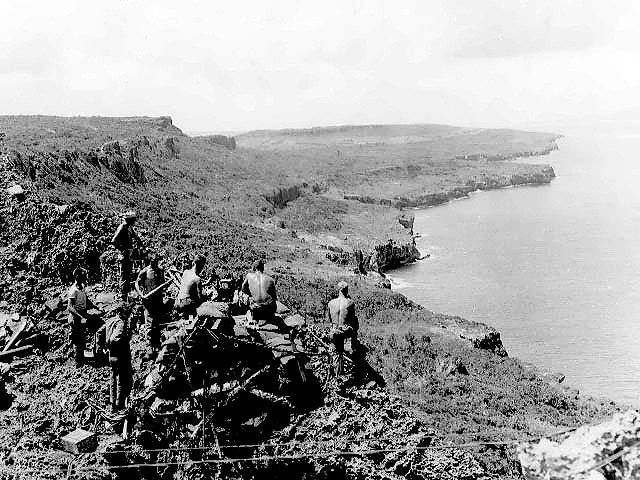
Amerikanische Soldaten haben ein Feldgeschütz auf einem Höhenzug in Stellung gebracht, um japanische Stellungen auf Tinian direkt beschießen zu können

Vizeadmiral Kakuta, der seinen Gefechtsstand in einer Höhle an der Ostküste Tinians etabliert hatte, sendete am 29. Juli einen letzten Funkspruch zum Kaiserlichen Armeehauptquartier in Tokio. Im Funkspruch meldete er die Vernichtung aller Geheimunterlagen und Dokumente. Danach teilte er mit, dass ein Gyokusai-Angriff (Selbstmordangriff) aller japanischen Armee- und Marinetruppen auf Tinian bevorstand und dies wohl sein letzter Funkspruch sei.
Am Abend des 30. Juli wurde der letzte Selbstmordangriff mit 400 Soldaten des 50. Regiments und etwa 600 Marineinfanteristen der 3. Sonderstützpunkteinheit gestartet. Die japanischen Truppen versuchten, die rechte Flanke der amerikanischen Frontlinie einzudrücken, wobei sie durch Maschinengewehr- und Mörserfeuer unterstützt wurden. Um 1:00 Uhr morgens wurden die japanischen Einheiten jedoch durch Artilleriefeuer gestoppt. Die US-Marineinfanteristen starteten kurz darauf einen Gegenangriff, der durch Flammenwerferpanzer unterstützt wurde. Durch diesen Gegenangriff wurden die japanischen Truppen versprengt und Oberst Ogata, der die japanische Attacke geführt hatte, wurde getötet.
Nach dem amerikanischen Gegenangriff besetzten nur noch kleinere japanische Kampfgruppen die Straße, die auf das Plateau führte. Sie griffen auch von der Flanke aus an. Dabei blockierten sie die Straße und zerstörten zwei US-Panzer. Um 5:15 Uhr morgens am 31. Juli erfolgte der letzte japanische Angriff auf die amerikanischen Truppen auf dem Plateau, der nach einem 30-minütigen Nahkampf endete. Bei den Selbstmordangriffen der Nacht des 30. auf den 31. Juli wurden rund 800 japanische Soldaten getötet, während 49 amerikanische Marineinfanteristen ihr Leben verloren.
Tinian wurde am 1. August 1944 um 18:55 Uhr von Generalleutnant Harry Schmidt für gesichert erklärt. Es kam aber am folgenden Tag noch zu einem letzten unkoordinierten Angriff von 200 versprengten japanischen Soldaten, der unter geringen eigenen Verlusten von den Marineinfanteristen der 4. Division abgewiesen wurde. Die beiden verbliebenen japanischen Kommandeure Goichi Oya und Kakuji Kakuta starben am 2. August durch Seppuku, eine ritualisierte Art des Suizids. Überfälle kleinerer Gruppen japanischer Soldaten zogen sich noch über Monate hin und führten bis zum 1. Januar 1945 zum Tod von 38 amerikanischen Soldaten und chamorro-Polizisten des Tinian Island Command und 542 japanischen Soldaten.
Als letzter japanischer Soldat wurde Murata Susumu 1953 gefangen genommen. Seit dem Krieg lebte Murata Susumu als Holdout in einer kleinen Hütte in der Nähe eines Sumpfes.

## Verluste

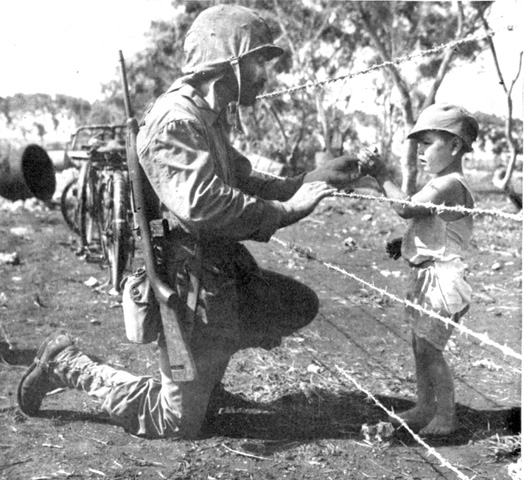
US-Marineinfanterist und Kind am Stacheldrahtzaun eines Internierungslagers auf Tinan

Von rund 15.000 japanischen, koreanischen, chinesischen und chamorro Zivilisten auf Tinian vor der Landung müssen etwa 4000 umgekommen sein. Sie starben bei den amerikanischen Vorbereitungsangriffen und den Kämpfen auf der Insel. Auch verübten Zivilisten Selbstmord oder wurden durch japanische Soldaten getötet. So wird berichtet, dass japanische Soldaten Zivilisten in Gruppen zusammenfassten und mit Handgranaten in die Luft sprengten, wobei unklar ist, ob die Zivilisten freiwillig den Tod wählten. Auf anderen Inseln der Marianen gab es durch japanische Truppen Kriegsverbrechen vor der Landung und während der Kämpfe an Chamorros, der Urbevölkerung der Marianen. Im Gegensatz zu den anderen Marianen-Inseln sind Kriegsverbrechen der US-Truppen für den Einsatz auf Tinian nicht dokumentiert. Alle etwa 11.000 überlebenden Zivilisten auf der Insel wurden von den amerikanischen Besatzungstruppen in einem Kriegsgefangenenlager in der Mitte der Insel interniert und durch 200 Soldaten bewacht. Auch zum Thema der Zivilisten auf Tinian liegen, anders als bei anderen Marianen-Inseln, bisher keine genaueren Untersuchungen bzw. Daten vor.
Die amerikanischen Verluste beliefen sich auf 328 getötete Soldaten, darunter 317 Marineinfanteristen der 2. und 4. Marineinfanteriedivision. Auch 62 Seeleute wurden auf den beiden Kriegsschiffen USS Colorado und USS Norman Scott getötet. 1.593 Marineinfanteristen und Seeleute wurden während der Kämpfe auf der Insel verwundet.
Von den 8.052 vor dem US-Angriff auf Tinian befindlichen japanischen Soldaten wurden nur 252 gefangen genommen. 7.800 japanische Soldaten müssen also während der Kämpfe umgekommen sein. Etwa 5.000 Leichen japanischer Soldaten wurden von den US-Truppen begraben. Demnach wurden die Leichen von etwa 2.800 Japanern nicht von US-Truppen gefunden. Diese verbliebenen Japaner bzw. deren Leichen wurden durch Sprengungen, Artilleriefeuer oder Bombentreffer während der Kämpfe in den Höhlen und Bunkern verschüttet, weitere wurden zerfetzt oder verbrannten.

## Nach der Schlacht

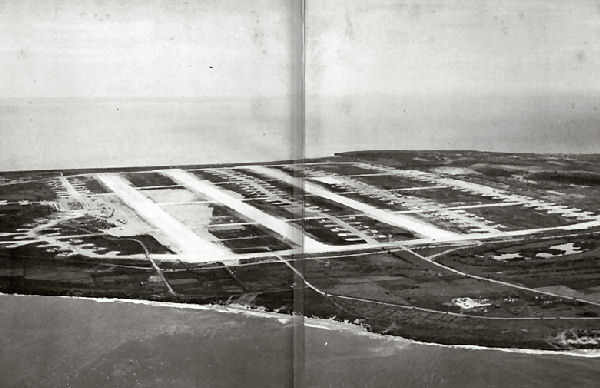
Der Flugplatz North Field auf Tinian im März 1945

Die beiden japanischen Flugplätze auf Tinian wurden im Februar 1945 von Seabeebataillonen umgehend repariert und massiv erweitert. Die Flugplätze West Field und North Field hatten mit zwei bzw. vier Lande- und Startbahnen. Die Flugplätze von Tinian wurden noch im Februar 1945 von der USAAF übernommen. North Field war damals der größte Flugplatz der Erde. Ab März 1945 wurde die 58. Fliegerdivision des XXI Bomber Command der Twentieth Air Force auf Tinian stationiert. Die Flugplätze auf Tinian, Saipan und Guam dienten vor allem als Basis für Boeing B-29 „Superfortress“, die ab September 1944 das japanische Festland angriffen. Die 58. Fliegerdivision flog ab Februar 1945 auch Einsätze gegen die Inseln Truk, Iwojima und Chichi-jima. Im November 1944 und im Januar 1945 flogen japanische Bomber von Japan aus Angriffe gegen die amerikanischen Flugplätze auf den Marianeninseln, wobei elf B-29 zerstört wurden. Ab März 1945 flogen auf Tinian stationierte B-29 als Teil des Feldzuges gegen die japanische Schifffahrt in jeder Vollmondnacht Minenlegeeinsätze in den Gewässern um die japanischen Hauptinseln, wobei vor allem die Kammon-Straße vermint wurde. 
Am 9. März 1945 griffen die B-29 Tokio an und zerstörten große Teile von Tokio mit Brandbomben. Am 6. August 1945 startete vom Flugplatz North Field die B-29 „Enola Gay“ mit der Atombombe Little Boy an Bord, um sie auf Hiroshima zu werfen. Am 9. August 1945, startete von dort die B-29 „Bockscar“ mit der Atombombe Fat Man an Bord, um sie auf Nagasaki zu werfen.